# Пиетроаса Мика (Бузау)
Пиетроаса Мика (рум. Pietroasa Mică) насеље је у Румунији у округу Бузау у општини Пиетроаселе. Oпштина се налази на надморској висини од 407 m.

## Становништво
Према подацима из 2002. године у насељу је живело 236 становника, од којих су сви румунске националности.